# Pocola (Oklahoma)
Pocola es un pueblo ubicado en el condado de Le Flore en el estado estadounidense de Oklahoma. En el año 2010 tenía una población de 	4056 habitantes y una densidad poblacional de 51,34 personas por km².

## Geografía
Pocola se encuentra ubicado en las coordenadas 35°15′29″N 94°28′26″O / 35.25806, -94.47389 (35.257983, -94.473959).

## Demografía
Según la Oficina del Censo en 2000 los ingresos medios por hogar en la localidad eran de $33,566 y los ingresos medios por familia eran $37,937. Los hombres tenían unos ingresos medios de $30,577 frente a los $20,529 para las mujeres. La renta per cápita para la localidad era de $14,623. Alrededor del 15.4% de la población estaban por debajo del umbral de pobreza.